# All For One (bài hát)
"All For One" là bài hát nhạc pop được trình diễn bởi các diễn viên trong High School Musical 2 trình bày. Nó sẽ không được ra mắt bằng video chính thức. Bài hát này cũng có trong album nhạc phim High School Musical 2. Bài hát này đặc biệt ở chỗ là diễn viên Miley Cyrus từ bộ phim Hannah Montana có xuất hiện trong một cảnh của bài hát. All for one được Zac Efron, Vanessa Hudgens, Ashley Tisdale, Lucas Grabeel, Corbin Bleu, Monique Coleman và một số diễn viên khác thể hiện rất thành công.